# Venturia nigra
Venturia nigra är en stekelart som först beskrevs av Henry Keith Townes, Jr. 1958.  Venturia nigra ingår i släktet Venturia och familjen brokparasitsteklar. Inga underarter finns listade i Catalogue of Life.